# Piato
Piato, Pleme Piman Indijanaca iz porodice Juto-Asteci sa srednjeg i donjeg toka rijeke Altar u meksičkoj državi Sonora. Piato su bili ogranak Papago Indijanaca čiji je dom bio područje Caborice i Tubutame i moguće su identični plemenu Soba, snažnoj grani Papaga čija su sela po Swantonu bila Carborica, Batequi, Mata, Pitic (na rio Altaru; danas Hermosillo) i San Ildefonso.